# Martin Kelly
Martin Ronald Kelly (ur. 27 kwietnia 1990 w Whiston) – angielski piłkarz grający na pozycji środkowego lub prawego obrońcy. Jednokrotny reprezentant Anglii.

## Kariera klubowa

### Liverpool
Martin Kelly jest wychowankiem zespołu Liverpool F.C.

#### Sezon 2008/2009
Przed sezonem 2008/2009 otrzymał numer w pierwszym składzie. W kadrze po raz pierwszy znalazł się w meczu przeciwko Olympique Lyon w Lidze Mistrzów, ale nie wszedł na boisko. Niedługo potem zadebiutował w pierwszym składzie zmieniając Jamiego Carraghera w meczu przeciwko PSV Eindhoven 9 grudnia 2008 roku. 26 marca 2009 Kelly dołączył do Huddersfield Town na zasadzie wypożyczenia do końca sezonu 2008/2009. Zadebiutował w tym zespole na pozycji lewego obrońcy w wygranym 2:1 spotkaniu z Bristol Rovers 31 marca 2009 roku i zebrał wiele pochwał za swój występ. 18 kwietnia strzelił swojego pierwszego gola w profesjonalnym futbolu w wygranym 3:2 spotkaniu z Walsall.

#### Sezon 2009/2010
Rafael Benítez zasugerował, że odejście Samiego Hyypii z Liverpoolu może dać szansę Kelly’emu na wejście do pierwszego zespołu i uważnie obserwował go w okresie przedsezonowym. Po raz pierwszy zagrał od początku w meczu o stawkę przeciwko Olympique Lyon w Lidze Mistrzów 20 października 2009 r., a w 74. minucie zszedł z boiska na skutek kontuzji. Został uznany graczem meczu na oficjalnej stronie klubu po imponującym występie. 25 lutego wszedł na boisko jako rezerwowy w spotkaniu z Unireą Urziceni w Lidze Europy. Następnie zadebiutował w lidze w spotkaniu z Portsmouth.

#### Sezon 2010/2011
Kelly zagrał w spotkaniach w Lidze Europy z FK Rabotniczki Skopje, Trabzonsporem, Steauą Bukareszt oraz Utrechtem. Następnie wystąpił w przegranym spotkaniu z Northampton Town w trzeciej rundzie Pucharu Ligi. 21 października rozegrał pełne 90 minut w pojedynku z SSC Napoli w fazie grupowej Ligi Europy. Kelly po raz pierwszy zaczął od początku mecz w Premier League w tym sezonie przeciwko Chelsea. Liverpool wygrał 2:0, a on został wychwalany za swój występ. 2 grudnia wystąpił w spotkaniu ze Steauą Bukareszt, a dzień później podpisał nowy kontrakt z Liverpoolem, który miał zatrzymać go w klubie z Anfield do 30 czerwca 2014 roku.

#### Sezon 2011/2012
20 sierpnia 2011 roku zagrał cały mecz z Arsenalem i pomógł Liverpoolowi w zachowaniu czystego konta. Bliski był też trafienia bramki, gdy w drugiej połowie strzelił zza pola karnego w słupek. Selekcjoner reprezentacji Anglii, Fabio Capello, który był obecny na tym meczu, pochwalił jego występ. 27 sierpnia 2011 doznał kontuzji w meczu z Bolton Wanderers. Pomimo wcześniejszych obaw, szybko powrócił do gry i już 21 września 2011 roku zagrał 86 minut z Brighton & Hove Albion. Trzy dni później zagrał cały mecz z Wolverhampton Wanderers.
W sezonie 2011/2012 Kelly zdobył z drużyną klubową Puchar Ligi Angielskiej, strzelając bramkę w ćwierćfinale z Chelsea.

#### Sezon 2012/2013
Pierwszy występ w sezonie 2012/2013 zaliczył, zmieniając Glena Johnsona w drugiej połowie meczu Ligi Europy z FK Homel. W pierwszym meczu ligowym zagrał od pierwszych minut na prawej obronie, a podstawowy prawy obrońca Glen Johnson wystąpił na lewej stronie. 23 września 2012 roku nabawił się kontuzji kolana w meczu z Manchesterem United i został wykluczony z gry na około sześć miesięcy. 8 lutego 2013 roku podpisał nową umowę z klubem.

### Crystal Palace
W połowie sierpnia 2014 roku poinformowano o przenosinach Kelly’ego do londyńskiego Crystal Palace F.C. W barwach Orłów zadebiutował już dwa dni później, 16 sierpnia, w meczu z Arsenalem.

## Kariera reprezentacyjna
16 maja 2012 r. Martin Kelly zadebiutował w pierwszej reprezentacji Anglii w towarzyskim meczu przeciwko Norwegii. 3 czerwca 2012 roku znalazł się w 23-ce piłkarzy powołanych na Euro 2012, zastępując kontuzjowanego Gary’ego Cahilla.

## Statystyki kariery
Aktualne na dzień 14 maja 2019 r.
|                    |                          |                    | Liga | Liga |   | Puchar | Puchar |   | Puchar ligi | Puchar ligi |    | R. kont. | R. kont. |  | Łącznie | Łącznie |
| Sezon              | Klub                     | Liga               | M    | G    | M | G      | M      | G | M           | G           | M  | G        |          |  |         |         |
| ------------------ | ------------------------ | ------------------ | ---- | ---- | - | ------ | ------ | - | ----------- | ----------- | -- | -------- | -------- |  | ------- | ------- |
| 2008/09            | Liverpool                | Premier League     | 0    | 0    | 0 | 0      | 0      | 0 | 1           | 0           | 1  | 0        |          |  |         |         |
| 2008/09            | Huddersfield Town (wyp.) | League One         | 7    | 1    | 0 | 0      | 0      | 0 | –           | –           | 7  | 1        |          |  |         |         |
| 2009/10            | Liverpool                | Premier League     | 1    | 0    | 0 | 0      | 0      | 0 | 2           | 0           | 3  | 0        |          |  |         |         |
| 2010/11            | Liverpool                | Premier League     | 11   | 0    | 1 | 0      | 1      | 0 | 10          | 0           | 23 | 0        |          |  |         |         |
| 2011/12            | Liverpool                | Premier League     | 12   | 0    | 3 | 0      | 5      | 1 | –           | –           | 20 | 1        |          |  |         |         |
| 2012/13            | Liverpool                | Premier League     | 3    | 0    | 0 | 0      | 0      | 0 | 3           | 0           | 6  | 0        |          |  |         |         |
| 2013/14            | Liverpool                | Premier League     | 5    | 0    | 2 | 0      | 1      | 0 | –           | –           | 8  | 0        |          |  |         |         |
| 2014/15            | Crystal Palace           | Premier League     | 31   | 0    | 3 | 0      | 0      | 0 | –           | –           | 34 | 0        |          |  |         |         |
| 2015/16            | Crystal Palace           | Premier League     | 13   | 0    | 1 | 0      | 3      | 0 | –           | –           | 17 | 0        |          |  |         |         |
| 2016/17            | Crystal Palace           | Premier League     | 29   | 0    | 3 | 0      | 2      | 0 | –           | –           | 34 | 0        |          |  |         |         |
| 2017/18            | Crystal Palace           | Premier League     | 15   | 0    | 1 | 0      | 3      | 0 | –           | –           | 19 | 0        |          |  |         |         |
| 2018/19            | Crystal Palace           | Premier League     | 13   | 0    | 0 | 0      | 3      | 0 | –           | –           | 16 | 0        |          |  |         |         |
| Łącznie w karierze | Łącznie w karierze       | Łącznie w karierze | 140  | 1    |   | 14     | 0      |   | 18          | 1           |    | 16       | 0        |  | 188     | 2       |